# Johanne Krabbe
Johanne Marie Krabbe (født 1. februar 1850, død 23. december 1914) var en dansk læge. Hun var den anden kvindelige danske læge uddannet.
Krabbe var født med efternavnet Gleerup i 1850. 
Hun dimitterede privat som student i 1877 og blev cand.med. i 1886 fra Københavns Universitet.
Året før var Nielsine Nielsen blevet uddannet som den første kvindelige læge i Danmark.
Efter uddannelse virkede Krabbe som praktiserende læge, først i København i 1889, i Varde i 1890 og i Nørre Nebel i 1892 og i Ærøskøbing 1899. 
I 1889 blev hun gift med distriktslæge Jørgen H. Krabbe.